# Interlands Kazachs voetbalelftal 2020-2029
Deze pagina toont een chronologisch en gedetailleerd overzicht van de interlands die het Kazachs voetbalelftal speelt en heeft gespeeld in de periode 2020 – 2029.

## Interlands

### 2020
|                                                                                     |          |                                              |            |                                                                           |
| 4 september UEFA Nations League Groep C4 № 204 «onderlinge duels» 19:00 uur (UTC+3) | Litouwen | 0 – 2                                        | Kazachstan | LFF-stadion, Vilnius Toeschouwers: 0 Scheidsrechter: Rade Obrenovič (SVN) |
| 4 september UEFA Nations League Groep C4 № 204 «onderlinge duels» 19:00 uur (UTC+3) |          | 12' Baktijar Zainoetdinov 86' Islambek Koeat |            | LFF-stadion, Vilnius Toeschouwers: 0 Scheidsrechter: Rade Obrenovič (SVN) |

|                                                                                     |                   |       |                                             |                                                                                  |
| 7 september UEFA Nations League Groep C4 № 205 «onderlinge duels» 20:00 uur (UTC+6) | Kazachstan        | 1 – 2 | Wit-Rusland                                 | Centraalstadion, Almaty Toeschouwers: 0 Scheidsrechter: Giorgi Kroeasjvili (GEO) |
| 7 september UEFA Nations League Groep C4 № 205 «onderlinge duels» 20:00 uur (UTC+6) | Abat Ajmbetov 62' |       | 53' Maksim Bardatsjow 86' Vital Lisakovitsj | Centraalstadion, Almaty Toeschouwers: 0 Scheidsrechter: Giorgi Kroeasjvili (GEO) |

|                                                                                    |            |       |         |                                                                               |
| 11 oktober UEFA Nations League Groep C4 № 206 «onderlinge duels» 19:00 uur (UTC+6) | Kazachstan | 0 – 0 | Albanië | Centraalstadion, Almaty Toeschouwers: 0 Scheidsrechter: Dumitru Muntean (MDA) |
| 11 oktober UEFA Nations League Groep C4 № 206 «onderlinge duels» 19:00 uur (UTC+6) |            |       |         | Centraalstadion, Almaty Toeschouwers: 0 Scheidsrechter: Dumitru Muntean (MDA) |

|                                                                                    |                                               |       |            |                                                                                   |
| 14 oktober UEFA Nations League Groep C4 № 207 «onderlinge duels» 21:45 uur (UTC+3) | Wit-Rusland                                   | 2 – 0 | Kazachstan | Dinamostadion, Minsk Toeschouwers: 2.047 Scheidsrechter: Aleksandar Stavrev (MKD) |
| 14 oktober UEFA Nations League Groep C4 № 207 «onderlinge duels» 21:45 uur (UTC+3) | Jevhen Jablonski 36' Raman Joezaptsjoek 90+3' |       |            | Dinamostadion, Minsk Toeschouwers: 2.047 Scheidsrechter: Aleksandar Stavrev (MKD) |

|                                                                          |            |       |            |                                                                                         |
| 11 november Vriendschappelijk № 208 «onderlinge duels» 18:00 uur (UTC+1) | Montenegro | 0 – 0 | Kazachstan | Pod Goricomstadion, Podgorica Toeschouwers: 0 Scheidsrechter: Dimitar Mečkarovski (MKD) |
| 11 november Vriendschappelijk № 208 «onderlinge duels» 18:00 uur (UTC+1) |            |       |            | Pod Goricomstadion, Podgorica Toeschouwers: 0 Scheidsrechter: Dimitar Mečkarovski (MKD) |

|                                                                                     |                                                       |       |                  |                                                                                 |
| 15 november UEFA Nations League Groep C4 № 209 «onderlinge duels» 18:00 uur (UTC+1) | Albanië                                               | 3 – 1 | Kazachstan       | Air Albaniastadion, Tirana Toeschouwers: 0 Scheidsrechter: Xavier Estrada (ESP) |
| 15 november UEFA Nations League Groep C4 № 209 «onderlinge duels» 18:00 uur (UTC+1) | Sokol Cikalleshi 16' Ardian Ismajli 23' Rey Manaj 63' |       | 25' Ajbol Abiken | Air Albaniastadion, Tirana Toeschouwers: 0 Scheidsrechter: Xavier Estrada (ESP) |

|                                                                                     |                   |       |                                                 |                                                                             |
| 18 november UEFA Nations League Groep C4 № 210 «onderlinge duels» 20:00 uur (UTC+6) | Kazachstan        | 1 – 2 | Litouwen                                        | Centraalstadion, Almaty Toeschouwers: 0 Scheidsrechter: Hüseyin Göçek (TUR) |
| 18 november UEFA Nations League Groep C4 № 210 «onderlinge duels» 20:00 uur (UTC+6) | Abat Ajmbetov 38' |       | 40' Modestas Vorobjovas 90+4' Arvydas Novikovas | Centraalstadion, Almaty Toeschouwers: 0 Scheidsrechter: Hüseyin Göçek (TUR) |

### 2021
|                                                                     |            |          |          |                          |
| 25 maart Vriendschappelijk № - «onderlinge duels» 17:00 uur (UTC+6) | Kazachstan | Afgelast | Kirgizië | Astana Arena, Nur-Sultan |
| 25 maart Vriendschappelijk № - «onderlinge duels» 17:00 uur (UTC+6) |            |          |          | Astana Arena, Nur-Sultan |

|                                                                             |            |                                             |           |                                                                                  |
| 28 maart WK-kwalificatie Groep D № 211 «onderlinge duels» 19:00 uur (UTC+6) | Kazachstan | 0 – 2                                       | Frankrijk | Astana Arena, Nur-Sultan Toeschouwers: 0 Scheidsrechter: Aleksej Koelbakov (BLR) |
| 28 maart WK-kwalificatie Groep D № 211 «onderlinge duels» 19:00 uur (UTC+6) |            | 36' Ousmane Dembélé 44' (e.d.) Sergej Malji |           | Astana Arena, Nur-Sultan Toeschouwers: 0 Scheidsrechter: Aleksej Koelbakov (BLR) |

|                                                                             |                       |       |                         |                                                                       |
| 31 maart WK-kwalificatie Groep D № 212 «onderlinge duels» 21:45 uur (UTC+3) | Oekraïne              | 1 – 1 | Kazachstan              | NSK Olimpiejsky, Kiev Toeschouwers: 0 Scheidsrechter: Matej Jug (SVN) |
| 31 maart WK-kwalificatie Groep D № 212 «onderlinge duels» 21:45 uur (UTC+3) | Roman Jaremtsjoek 20' |       | 59' Serikzjan Moezjikov | NSK Olimpiejsky, Kiev Toeschouwers: 0 Scheidsrechter: Matej Jug (SVN) |

|                                                                     |                                                                                      |       |            |                                                                                     |
| 4 juni Vriendschappelijk № 213 «onderlinge duels» 18:00 uur (UTC+2) | Noord-Macedonië                                                                      | 4 – 0 | Kazachstan | Toše Proeskiarena, Skopje Toeschouwers: 3.094 Scheidsrechter: Milovan Milačić (MNE) |
| 4 juni Vriendschappelijk № 213 «onderlinge duels» 18:00 uur (UTC+2) | Ezgjan Alioski 35' (pen.) Ivan Tričkovski 57' Milan Ristovski 74' Darko Čurlinov 76' |       |            | Toše Proeskiarena, Skopje Toeschouwers: 3.094 Scheidsrechter: Milovan Milačić (MNE) |

|                                                                   |       |          |            |                                                                            |
| 7 juni Vriendschappelijk № - «onderlinge duels» 18:00 uur (UTC+2) | Malta | Afgelast | Kazachstan | Lavanttal-Arena, Wolfsberg Scheidsrechter: Christian-Petru Ciochirca (AUT) |
| 7 juni Vriendschappelijk № - «onderlinge duels» 18:00 uur (UTC+2) |       |          |            | Lavanttal-Arena, Wolfsberg Scheidsrechter: Christian-Petru Ciochirca (AUT) |

|                                                                                |                                                 |       |                                         | |
| 1 september WK-kwalificatie Groep D № 214 «onderlinge duels» 20:00 uur (UTC+6) | Kazachstan                                      | 2 – 2 | Oekraïne                                | Astana Arena, Nur-Sultan Toeschouwers: 6.274 Scheidsrechter: Donatas Rumšas (LTU) Video-assistent: Kevin Blom (NED) |
| 1 september WK-kwalificatie Groep D № 214 «onderlinge duels» 20:00 uur (UTC+6) | Roeslan Valioellin 74' Roeslan Valioellin 90+6' |       | 2' Roman Jaremtsjoek 90+3' Danylo Sikan | Astana Arena, Nur-Sultan Toeschouwers: 6.274 Scheidsrechter: Donatas Rumšas (LTU) Video-assistent: Kevin Blom (NED) |

|                                                                                |                     |       |            | |
| 4 september WK-kwalificatie Groep D № 215 «onderlinge duels» 16:00 uur (UTC+3) | Finland             | 1 – 0 | Kazachstan | Olympisch Stadion, Helsinki Toeschouwers: 10.167 Scheidsrechter: Sergej Ivanov (RUS) Video-assistent: Sergej Karasjov (RUS) |
| 4 september WK-kwalificatie Groep D № 215 «onderlinge duels» 16:00 uur (UTC+3) | Joel Pohjanpalo 60' |       |            | Olympisch Stadion, Helsinki Toeschouwers: 10.167 Scheidsrechter: Sergej Ivanov (RUS) Video-assistent: Sergej Karasjov (RUS) |

|                                                                                |                                           |       |                                                | |
| 7 september WK-kwalificatie Groep D № 216 «onderlinge duels» 20:45 uur (UTC+2) | Bosnië en Herzegovina                     | 2 – 2 | Kazachstan                                     | Bilino Polje, Zenica Toeschouwers: 3.980 Scheidsrechter: Yigal Frid (ISR) Video-assistent: Roi Reinshreiber (ISR) |
| 7 september WK-kwalificatie Groep D № 216 «onderlinge duels» 20:45 uur (UTC+2) | Miralem Pjanić 74' (pen.) Luka Menalo 85' |       | 52' Islambek Koeat 90+5' Baktijar Zainoetdinov | Bilino Polje, Zenica Toeschouwers: 3.980 Scheidsrechter: Yigal Frid (ISR) Video-assistent: Roi Reinshreiber (ISR) |

|                                                                              |            |                                       |                       | |
| 9 oktober WK-kwalificatie Groep D № 217 «onderlinge duels» 19:00 uur (UTC+6) | Kazachstan | 0 – 2                                 | Bosnië en Herzegovina | Astana Arena, Nur-Sultan Toeschouwers: 12.897 Scheidsrechter: Davide Massa (ITA) Video-assistent: Fabio Maresca (ITA) |
| 9 oktober WK-kwalificatie Groep D № 217 «onderlinge duels» 19:00 uur (UTC+6) |            | 25' Smail Prevljak 66' Smail Prevljak |                       | Astana Arena, Nur-Sultan Toeschouwers: 12.897 Scheidsrechter: Davide Massa (ITA) Video-assistent: Fabio Maresca (ITA) |

|                                                                               |            |                                 |         | |
| 12 oktober WK-kwalificatie Groep D № 218 «onderlinge duels» 20:00 uur (UTC+6) | Kazachstan | 0 – 2                           | Finland | Astana Arena, Nur-Sultan Toeschouwers: 8.365 Scheidsrechter: Halis Özkahya (TUR) Video-assistent: Abdulkadir Bitigen (TUR) |
| 12 oktober WK-kwalificatie Groep D № 218 «onderlinge duels» 20:00 uur (UTC+6) |            | 45' Teemu Pukki 48' Teemu Pukki |         | Astana Arena, Nur-Sultan Toeschouwers: 8.365 Scheidsrechter: Halis Özkahya (TUR) Video-assistent: Abdulkadir Bitigen (TUR) |

|                                                                                | |       |            | |
| 13 november WK-kwalificatie Groep D № 219 «onderlinge duels» 20:45 uur (UTC+1) | Frankrijk | 8 – 0 | Kazachstan | Parc des Princes, Parijs Toeschouwers: 45.551 Scheidsrechter: Glenn Nyberg (SWE) Video-assistent: Jochem Kamphuis (NED) |
| 13 november WK-kwalificatie Groep D № 219 «onderlinge duels» 20:45 uur (UTC+1) | Kylian Mbappé 6' Kylian Mbappé 12' Kylian Mbappé 32' Karim Benzema 55' Karim Benzema 59' Adrien Rabiot 75' Antoine Griezmann 84' (pen.) Kylian Mbappé 87' |       |            | Parc des Princes, Parijs Toeschouwers: 45.551 Scheidsrechter: Glenn Nyberg (SWE) Video-assistent: Jochem Kamphuis (NED) |

|                                                                          |                           |       |              |                                                                                    |
| 16 november Vriendschappelijk № 220 «onderlinge duels» 19:00 uur (UTC+6) | Kazachstan                | 1 – 0 | Tadzjikistan | Astana Arena, Nur-Sultan Toeschouwers: 1.388 Scheidsrechter: Amin Koerhcheli (BLR) |
| 16 november Vriendschappelijk № 220 «onderlinge duels» 19:00 uur (UTC+6) | Baktijar Zainoetdinov 12' |       |              | Astana Arena, Nur-Sultan Toeschouwers: 1.388 Scheidsrechter: Amin Koerhcheli (BLR) |

### 2022
|                                                                                   |                      |       |                                              | |
| 24 maart UEFA Nations League Play-outs № 221 «onderlinge duels» 19:00 uur (UTC+2) | Moldavië             | 1 – 2 | Kazachstan                                   | Zimbrustadion, Chisinau Toeschouwers: 5.387 Scheidsrechter: Anastasios Sidiropoulos (GRE) Video-assistent: Juan Martínez Munuera (ESP) |
| 24 maart UEFA Nations League Play-outs № 221 «onderlinge duels» 19:00 uur (UTC+2) | Ion Nicolăescu 45+1' |       | 63' Sergej Malji 79' (e.d.) Veaceslav Posmac | Zimbrustadion, Chisinau Toeschouwers: 5.387 Scheidsrechter: Anastasios Sidiropoulos (GRE) Video-assistent: Juan Martínez Munuera (ESP) |

|                                                                                   | |                |                                                                                               | |
| 29 maart UEFA Nations League Play-outs № 222 «onderlinge duels» 20:00 uur (UTC+6) | Kazachstan                                                                                                | 0 – 1 (n.v.)   | Moldavië                                                                                      | Astana Arena, Nur-Sultan Toeschouwers: 12.582 Scheidsrechter: Ivan Kružliak (SVK) Video-assistent: Paolo Valeri (ITA) |
| 29 maart UEFA Nations League Play-outs № 222 «onderlinge duels» 20:00 uur (UTC+6) | | 13' Igor Armaş |                                                                                               | Astana Arena, Nur-Sultan Toeschouwers: 12.582 Scheidsrechter: Ivan Kružliak (SVK) Video-assistent: Paolo Valeri (ITA) |
| 29 maart UEFA Nations League Play-outs № 222 «onderlinge duels» 20:00 uur (UTC+6) | Strafschoppen                                                                                             |                |                                                                                               | Astana Arena, Nur-Sultan Toeschouwers: 12.582 Scheidsrechter: Ivan Kružliak (SVK) Video-assistent: Paolo Valeri (ITA) |
| 29 maart UEFA Nations League Play-outs № 222 «onderlinge duels» 20:00 uur (UTC+6) | Ajbol Abiken Abzal Bejsebekov Timoer Dosmagambetov Baktijar Zainoetdinov Ajbar Zjaksylykov Georgi Zjoekov | 5 – 4          | Mihail Caimacov Igor Armaș Dmitri Mandrîcenco Artur Crăciun Ion Nicolăescu Ioan-Călin Revenco | Astana Arena, Nur-Sultan Toeschouwers: 12.582 Scheidsrechter: Ivan Kružliak (SVK) Video-assistent: Paolo Valeri (ITA) |

|                                                                                |                                     |       |              | |
| 3 juni UEFA Nations League Groep C3 № 223 «onderlinge duels» 20:00 uur (UTC+6) | Kazachstan                          | 2 – 0 | Azerbeidzjan | Astana Arena, Nur-Sultan Toeschouwers: 19.823 Scheidsrechter: István Vad (HUN) Video-assistent: Duje Strukan (CRO) |
| 3 juni UEFA Nations League Groep C3 № 223 «onderlinge duels» 20:00 uur (UTC+6) | Abat Ajmbetov 50' Abat Ajmbetov 60' |       |              | Astana Arena, Nur-Sultan Toeschouwers: 19.823 Scheidsrechter: István Vad (HUN) Video-assistent: Duje Strukan (CRO) |

|                                                                                |           |                     |            | |
| 6 juni UEFA Nations League Groep C3 № 224 «onderlinge duels» 20:45 uur (UTC+2) | Slowakije | 0 – 1               | Kazachstan | Štadión Antona Malatinského, Trnava Toeschouwers: 4.146 Scheidsrechter: Kristo Tohver (EST) Video-assistent: Fedayi San (SUI) |
| 6 juni UEFA Nations League Groep C3 № 224 «onderlinge duels» 20:45 uur (UTC+2) |           | 26' Aslan Darabajev |            | Štadión Antona Malatinského, Trnava Toeschouwers: 4.146 Scheidsrechter: Kristo Tohver (EST) Video-assistent: Fedayi San (SUI) |

|                                                                                 |                           |       |                   | |
| 10 juni UEFA Nations League Groep C3 № 225 «onderlinge duels» 20:45 uur (UTC+2) | Wit-Rusland               | 1 – 1 | Kazachstan        | Karadjordjestadion, Novi Sad (Servië) Toeschouwers: 0 Scheidsrechter: Manuel Schüttengruber (AUT) Video-assistent: Christian-Petru Ciochirca (AUT) |
| 10 juni UEFA Nations League Groep C3 № 225 «onderlinge duels» 20:45 uur (UTC+2) | Wladzislaw Malkevitsj 84' |       | 13' Abat Ajmbetov | Karadjordjestadion, Novi Sad (Servië) Toeschouwers: 0 Scheidsrechter: Manuel Schüttengruber (AUT) Video-assistent: Christian-Petru Ciochirca (AUT) |

|                                                                                 |                                        |       |                | |
| 13 juni UEFA Nations League Groep C3 № 226 «onderlinge duels» 20:00 uur (UTC+6) | Kazachstan                             | 2 – 1 | Slowakije      | Astana Arena, Nur-Sultan Toeschouwers: 28.745 Scheidsrechter: Bram Van Driessche (BEL) Video-assistent: Rob Dieperink (NED) |
| 13 juni UEFA Nations League Groep C3 № 226 «onderlinge duels» 20:00 uur (UTC+6) | Jan Vorogovskij 18' Elchan Astanov 39' |       | 51' Matúš Bero | Astana Arena, Nur-Sultan Toeschouwers: 28.745 Scheidsrechter: Bram Van Driessche (BEL) Video-assistent: Rob Dieperink (NED) |

|                                                                                      |                                                |       |                      | |
| 22 september UEFA Nations League Groep C3 № 227 «onderlinge duels» 20:00 uur (UTC+6) | Kazachstan                                     | 2 – 1 | Wit-Rusland          | Astana Arena, Astana Toeschouwers: 29.637 Scheidsrechter: Horațiu Feșnic (ROU) Video-assistent: Dennis Higler (NED) |
| 22 september UEFA Nations League Groep C3 № 227 «onderlinge duels» 20:00 uur (UTC+6) | Michail Gabysjev 29' Baktijar Zainoetdinov 79' |       | 45+3' Pavel Savitski | Astana Arena, Astana Toeschouwers: 29.637 Scheidsrechter: Horațiu Feșnic (ROU) Video-assistent: Dennis Higler (NED) |

|                                                                                      |                                                                         |       |            | |
| 25 september UEFA Nations League Groep C3 № 228 «onderlinge duels» 20:00 uur (UTC+4) | Azerbeidzjan                                                            | 3 – 0 | Kazachstan | Dalğa Arena, Bakoe Toeschouwers: 2.950 Scheidsrechter: Harm Osmers (GER) Video-assistent: Benjamin Brand (GER) |
| 25 september UEFA Nations League Groep C3 № 228 «onderlinge duels» 20:00 uur (UTC+4) | Aleksandr Marotsjkin 66' (e.d.) Filip Ozobić 74' Anatoli Noerijev 90+1' |       |            | Dalğa Arena, Bakoe Toeschouwers: 2.950 Scheidsrechter: Harm Osmers (GER) Video-assistent: Benjamin Brand (GER) |

|                                                                          |                                            |       |            |                                                                                               |
| 16 november Vriendschappelijk № 229 «onderlinge duels» 19:00 uur (UTC+5) | Oezbekistan                                | 2 – 0 | Kazachstan | Pachtakor Centraalstadion, Tasjkent Toeschouwers: 5.000 Scheidsrechter: Sergej Karasjov (RUS) |
| 16 november Vriendschappelijk № 229 «onderlinge duels» 19:00 uur (UTC+5) | Chojimat Erkinov 12' Eldor Sjomoerodov 45' |       |            | Pachtakor Centraalstadion, Tasjkent Toeschouwers: 5.000 Scheidsrechter: Sergej Karasjov (RUS) |

|                                                                          |                               |       |                   |                                                                    |
| 19 november Vriendschappelijk № 230 «onderlinge duels» 19:30 uur (UTC+4) | V.A.E.                        | 2 – 1 | Kazachstan        | Al Nahyanstadion, Abu Dhabi Scheidsrechter: Mahmoud El Banna (EGY) |
| 19 november Vriendschappelijk № 230 «onderlinge duels» 19:30 uur (UTC+4) | Fábio Lima 13' Fábio Lima 71' |       | 62' Abat Ajmbetov | Al Nahyanstadion, Abu Dhabi Scheidsrechter: Mahmoud El Banna (EGY) |

### 2023
|                                                                             |                      |       |                                    | |
| 23 maart EK-kwalificatie Groep H № 231 «onderlinge duels» 21:00 uur (UTC+6) | Kazachstan           | 1 – 2 | Slovenië                           | Astana Arena, Astana Toeschouwers: 27.122 Scheidsrechter: Glenn Nyberg (SWE) Video-assistent: Fedayi San (SUI) |
| 23 maart EK-kwalificatie Groep H № 231 «onderlinge duels» 21:00 uur (UTC+6) | Maksim Samorodov 24' |       | 47' David Brekalo 78' Žan Vipotnik | Astana Arena, Astana Toeschouwers: 27.122 Scheidsrechter: Glenn Nyberg (SWE) Video-assistent: Fedayi San (SUI) |

|                                                                             |                                                                          |       |                                       | |
| 26 maart EK-kwalificatie Groep H № 232 «onderlinge duels» 19:00 uur (UTC+6) | Kazachstan                                                               | 3 – 2 | Denemarken                            | Astana Arena, Astana Toeschouwers: 28.697 Scheidsrechter: Novak Simović (SRB) Video-assistent: Momčilo Marković (SRB) |
| 26 maart EK-kwalificatie Groep H № 232 «onderlinge duels» 19:00 uur (UTC+6) | Baktijar Zainoetdinov 73' (pen.) Aschat Tagybergen 86' Abat Ajmbetov 89' |       | 21' Rasmus Højlund 36' Rasmus Højlund | Astana Arena, Astana Toeschouwers: 28.697 Scheidsrechter: Novak Simović (SRB) Video-assistent: Momčilo Marković (SRB) |

|                                                                            |            |                                                                              |            | |
| 16 juni EK-kwalificatie Groep H № 233 «onderlinge duels» 20:45 uur (UTC+2) | San Marino | 0 – 3                                                                        | Kazachstan | Stadio Ennio Tardini, Parma (Italië) Toeschouwers: 528 Scheidsrechter: Anastasios Papapetrou (GRE) Video-assistent: Agelos Evangelou (GRE) |
| 16 juni EK-kwalificatie Groep H № 233 «onderlinge duels» 20:45 uur (UTC+2) |            | 37' Jan Vorogovskij 64' (pen.) Aschat Tagybergen 90+5' Baktijar Zainoetdinov |            | Stadio Ennio Tardini, Parma (Italië) Toeschouwers: 528 Scheidsrechter: Anastasios Papapetrou (GRE) Video-assistent: Agelos Evangelou (GRE) |

|                                                                            |               |                   |            | |
| 19 juni EK-kwalificatie Groep H № 234 «onderlinge duels» 19:45 uur (UTC+1) | Noord-Ierland | 0 – 1             | Kazachstan | Windsor Park, Belfast Toeschouwers: 18.002 Scheidsrechter: Roi Reinshreiber (ISR) Video-assistent: Orel Grinfeeld (ISR) |
| 19 juni EK-kwalificatie Groep H № 234 «onderlinge duels» 19:45 uur (UTC+1) |               | 88' Abat Ajmbetov |            | Windsor Park, Belfast Toeschouwers: 18.002 Scheidsrechter: Roi Reinshreiber (ISR) Video-assistent: Orel Grinfeeld (ISR) |

|                                                                                |            |                   |         | |
| 7 september EK-kwalificatie Groep H № 235 «onderlinge duels» 20:00 uur (UTC+6) | Kazachstan | 0 – 1             | Finland | Astana Arena, Astana Toeschouwers: 30.019 Scheidsrechter: Radu Petrescu (ROU) Video-assistent: Cătălin Popa (ROU) |
| 7 september EK-kwalificatie Groep H № 235 «onderlinge duels» 20:00 uur (UTC+6) |            | 78' Oliver Antman |         | Astana Arena, Astana Toeschouwers: 30.019 Scheidsrechter: Radu Petrescu (ROU) Video-assistent: Cătălin Popa (ROU) |

|                                                                                 |                      |       |               | |
| 10 september EK-kwalificatie Groep H № 236 «onderlinge duels» 19:00 uur (UTC+6) | Kazachstan           | 1 – 0 | Noord-Ierland | Astana Arena, Astana Toeschouwers: 28.458 Scheidsrechter: Daniel Schlager (GER) Video-assistent: Tiago Martins (POR) |
| 10 september EK-kwalificatie Groep H № 236 «onderlinge duels» 19:00 uur (UTC+6) | Maksim Samorodov 27' |       |               | Astana Arena, Astana Toeschouwers: 28.458 Scheidsrechter: Daniel Schlager (GER) Video-assistent: Tiago Martins (POR) |

|                                                                               |                                                  |       |                     | |
| 14 oktober EK-kwalificatie Groep H № 237 «onderlinge duels» 20:45 uur (UTC+2) | Denemarken                                       | 3 – 1 | Kazachstan          | Parken, Kopenhagen Toeschouwers: 35.845 Scheidsrechter: Michael Oliver (ENG) Video-assistent: Stuart Attwell (ENG) |
| 14 oktober EK-kwalificatie Groep H № 237 «onderlinge duels» 20:45 uur (UTC+2) | Jonas Wind 36' Robert Skov 45+2' Robert Skov 48' |       | 58' Jan Vorogovskij | Parken, Kopenhagen Toeschouwers: 35.845 Scheidsrechter: Michael Oliver (ENG) Video-assistent: Stuart Attwell (ENG) |

|                                                                               |                   |       |                                                            | |
| 17 oktober EK-kwalificatie Groep H № 238 «onderlinge duels» 19:00 uur (UTC+3) | Finland           | 1 – 2 | Kazachstan                                                 | Olympisch Stadion, Helsinki Toeschouwers: 30.375 Scheidsrechter: Irfan Peljto (BIH) Video-assistent: Ivan Bebek (CRO) |
| 17 oktober EK-kwalificatie Groep H № 238 «onderlinge duels» 19:00 uur (UTC+3) | Robert Taylor 28' |       | 77' (pen.) Baktijar Zainoetdinov 89' Baktijar Zainoetdinov | Olympisch Stadion, Helsinki Toeschouwers: 30.375 Scheidsrechter: Irfan Peljto (BIH) Video-assistent: Ivan Bebek (CRO) |

|                                                                                |                                                                      |       |                      | |
| 17 november EK-kwalificatie Groep H № 239 «onderlinge duels» 20:00 uur (UTC+6) | Kazachstan                                                           | 3 – 1 | San Marino           | Astana Arena, Astana Toeschouwers: 30.100 Scheidsrechter: Harald Lechner (AUT) Video-assistent: Christian-Petru Ciochirca (AUT) |
| 17 november EK-kwalificatie Groep H № 239 «onderlinge duels» 20:00 uur (UTC+6) | Islam Tsjesnokov 19' Islam Tsjesnokov 51' Abat Ajmbetov 90+2' (pen.) |       | 60' Simone Franciosi | Astana Arena, Astana Toeschouwers: 30.100 Scheidsrechter: Harald Lechner (AUT) Video-assistent: Christian-Petru Ciochirca (AUT) |

|                                                                                |                                               |       |                    | |
| 20 november EK-kwalificatie Groep H № 240 «onderlinge duels» 20:45 uur (UTC+1) | Slovenië                                      | 2 – 1 | Kazachstan         | Stožicestadion, Ljubljana Toeschouwers: 16.432 Scheidsrechter: Szymon Marciniak (POL) Video-assistent: Tomasz Kwiatkowski (POL) |
| 20 november EK-kwalificatie Groep H № 240 «onderlinge duels» 20:45 uur (UTC+1) | Benjamin Šeško 41' (pen.) Benjamin Verbič 86' |       | 48' Ramazan Orazov | Stožicestadion, Ljubljana Toeschouwers: 16.432 Scheidsrechter: Szymon Marciniak (POL) Video-assistent: Tomasz Kwiatkowski (POL) |

### 2024
|                                                                       |                                          |       |              |                                                                                                |
| 14 maart Vriendschappelijk № 241 «onderlinge duels» 18:00 uur (UTC+4) | Kazachstan                               | 2 – 0 | Turkmenistan | Jebel Ali Shooting Clubstadion, Dubai Toeschouwers: 0 Scheidsrechter: Dušan Dimitrijević (SRB) |
| 14 maart Vriendschappelijk № 241 «onderlinge duels» 18:00 uur (UTC+4) | Islam Tsjesnokov 2' Aleksandr Zoejev 47' |       |              | Jebel Ali Shooting Clubstadion, Dubai Toeschouwers: 0 Scheidsrechter: Dušan Dimitrijević (SRB) |

|                                                                              | |       |            | |
| 21 maart EK-kwalificatie Play-off № 242 «onderlinge duels» 21:45 uur (UTC+2) | Griekenland | 5 – 0 | Kazachstan | Agia Sofiastadion, Athene Toeschouwers: 25.200 Scheidsrechter: Danny Makkelie (NED) Video-assistent: Rob Dieperink (NED) |
| 21 maart EK-kwalificatie Play-off № 242 «onderlinge duels» 21:45 uur (UTC+2) | Anastasios Bakasetas 9' (pen.) Dimitris Pelkas 15' Fotis Ioannidis 37' Dimitris Kourbelis 40' Jerkin Tapalov 85' (e.d.) |       |            | Agia Sofiastadion, Athene Toeschouwers: 25.200 Scheidsrechter: Danny Makkelie (NED) Video-assistent: Rob Dieperink (NED) |

|                                                                       |                                       |       |                     |                                                                                            |
| 26 maart Vriendschappelijk № 243 «onderlinge duels» 20:45 uur (UTC+1) | Luxemburg                             | 2 – 1 | Kazachstan          | Stade de Luxembourg, Luxemburg Toeschouwers: 9.000 Scheidsrechter: Christian Dingert (GER) |
| 26 maart Vriendschappelijk № 243 «onderlinge duels» 20:45 uur (UTC+1) | Gerson Rodrigues 24' Danel Sinani 45' |       | 2' Adilet Sadybekov | Stade de Luxembourg, Luxemburg Toeschouwers: 9.000 Scheidsrechter: Christian Dingert (GER) |

|                                                                     |                                                        |       |                                   | |
| 7 juni Vriendschappelijk № 244 «onderlinge duels» 20:00 uur (UTC+4) | Armenië                                                | 2 – 1 | Kazachstan                        | Republikeins Stadion Vazgen Sargsian, Jerevan Toeschouwers: onb. Scheidsrechter: Goga Kikatsjeisjvili (GEO) |
| 7 juni Vriendschappelijk № 244 «onderlinge duels» 20:00 uur (UTC+4) | Aleksandr Marotsjkin 4' (e.d.) Vahan Bitsjachtsjan 58' |       | 90+6' (pen.) Baoeyrzjan Islamchan | Republikeins Stadion Vazgen Sargsian, Jerevan Toeschouwers: onb. Scheidsrechter: Goga Kikatsjeisjvili (GEO) |

|                                                                      |                                                              |       |                                         |                                                                                           |
| 11 juni Vriendschappelijk № 245 «onderlinge duels» 16:00 uur (UTC+2) | Azerbeidzjan                                                 | 3 – 2 | Kazachstan                              | Haladás Sportkomplexum, Szombathely Toeschouwers: onb. Scheidsrechter: Bence Csonka (HUN) |
| 11 juni Vriendschappelijk № 245 «onderlinge duels» 16:00 uur (UTC+2) | Mahir Emreli 42' Emin Mahmudov 51' (pen.) Toral Bayramov 73' |       | 2' Jan Vorogovskij 28' Maksim Samorodov | Haladás Sportkomplexum, Szombathely Toeschouwers: onb. Scheidsrechter: Bence Csonka (HUN) |

|                                                                                     |            |       |           | |
| 6 september UEFA Nations League Groep B3 № 246 «onderlinge duels» 19:00 uur (UTC+5) | Kazachstan | 0 – 0 | Noorwegen | Centraalstadion, Almaty Toeschouwers: 23.173 Scheidsrechter: Allard Lindhout (NED) Video-assistent: Rob Dieperink (NED) |
| 6 september UEFA Nations League Groep B3 № 246 «onderlinge duels» 19:00 uur (UTC+5) |            |       |           | Centraalstadion, Almaty Toeschouwers: 23.173 Scheidsrechter: Allard Lindhout (NED) Video-assistent: Rob Dieperink (NED) |

|                                                                                     |                                                          |       |            | |
| 9 september UEFA Nations League Groep B3 № 247 «onderlinge duels» 20:45 uur (UTC+2) | Slovenië                                                 | 3 – 0 | Kazachstan | Stožicestadion, Ljubljana Toeschouwers: 9.814 Scheidsrechter: João Pinheiro (POR) Video-assistent: Hugo Miguel (POR) |
| 9 september UEFA Nations League Groep B3 № 247 «onderlinge duels» 20:45 uur (UTC+2) | Benjamin Šeško 23' Benjamin Šeško 28' Benjamin Šeško 63' |       |            | Stožicestadion, Ljubljana Toeschouwers: 9.814 Scheidsrechter: João Pinheiro (POR) Video-assistent: Hugo Miguel (POR) |

|                                                                                    |                                                                                       |       |            | |
| 10 oktober UEFA Nations League Groep B3 № 248 «onderlinge duels» 20:45 uur (UTC+2) | Oostenrijk                                                                            | 4 – 0 | Kazachstan | Raiffeisen Arena, Linz Toeschouwers: 14.500 Scheidsrechter: Donald Robertson (SCO) Video-assistent: Steven McLean (SCO) |
| 10 oktober UEFA Nations League Groep B3 № 248 «onderlinge duels» 20:45 uur (UTC+2) | Christoph Baumgartner 10' Philipp Lienhart 54' Marcel Sabitzer 56' Matthias Seidl 79' |       |            | Raiffeisen Arena, Linz Toeschouwers: 14.500 Scheidsrechter: Donald Robertson (SCO) Video-assistent: Steven McLean (SCO) |

|                                                                                    |            |                |          | |
| 13 oktober UEFA Nations League Groep B3 № 249 «onderlinge duels» 18:00 uur (UTC+5) | Kazachstan | 0 – 1          | Slovenië | Centraalstadion, Almaty Toeschouwers: 19.783 Scheidsrechter: Craig Pawson (ENG) Video-assistent: Peter Bankes (ENG) |
| 13 oktober UEFA Nations League Groep B3 № 249 «onderlinge duels» 18:00 uur (UTC+5) |            | 55' Jan Mlakar |          | Centraalstadion, Almaty Toeschouwers: 19.783 Scheidsrechter: Craig Pawson (ENG) Video-assistent: Peter Bankes (ENG) |

|                                                                                     |            |                                                   |            | |
| 14 november UEFA Nations League Groep B3 № 250 «onderlinge duels» 20:00 uur (UTC+5) | Kazachstan | 0 – 2                                             | Oostenrijk | Centraalstadion, Almaty Toeschouwers: 9.753 Scheidsrechter: Marian Barbu (ROU) Video-assistent: Sebastian Colțescu (ROU) |
| 14 november UEFA Nations League Groep B3 № 250 «onderlinge duels» 20:00 uur (UTC+5) |            | 15' Christoph Baumgartner 25' Michael Gregoritsch |            | Centraalstadion, Almaty Toeschouwers: 9.753 Scheidsrechter: Marian Barbu (ROU) Video-assistent: Sebastian Colțescu (ROU) |

|                                                                                     | |       |            | |
| 17 november UEFA Nations League Groep B3 № 251 «onderlinge duels» 18:00 uur (UTC+1) | Noorwegen | 5 – 0 | Kazachstan | Ullevaalstadion, Oslo Toeschouwers: 23.458 Scheidsrechter: Jasper Vergoote (BEL) Video-assistent: Jan Boterberg (BEL) |
| 17 november UEFA Nations League Groep B3 № 251 «onderlinge duels» 18:00 uur (UTC+1) | Erling Braut Haaland 23' Erling Braut Haaland 37' Alexander Sørloth 41' Erling Braut Haaland 71' Antonio Nusa 76' |       |            | Ullevaalstadion, Oslo Toeschouwers: 23.458 Scheidsrechter: Jasper Vergoote (BEL) Video-assistent: Jan Boterberg (BEL) |

### 2025
|                                                                          |                                 |       |            |                                                                                           |
| 17 februari Vriendschappelijk № 252 «onderlinge duels» 19:30 uur (UTC+3) | Noord-Korea                     | 2 – 0 | Kazachstan | Kaya Palazzo Golf Resort, Serik Toeschouwers: onb. Scheidsrechter: Atilla Karaoğlan (TUR) |
| 17 februari Vriendschappelijk № 252 «onderlinge duels» 19:30 uur (UTC+3) | Ri Il-song 70' Ri Il-song 90+5' |       |            | Kaya Palazzo Golf Resort, Serik Toeschouwers: onb. Scheidsrechter: Atilla Karaoğlan (TUR) |

|                                                                       |         |                                            |            |                                                                 |
| 19 maart Vriendschappelijk № 253 «onderlinge duels» 19:30 uur (UTC+3) | Curaçao | 0 – 2                                      | Kazachstan | Gloria Sports Arena, Belek Toeschouwers: 0 Scheidsrechter: onb. |
| 19 maart Vriendschappelijk № 253 «onderlinge duels» 19:30 uur (UTC+3) |         | 15' Maksim Samorodov 36' Aschat Tagybergen |            | Gloria Sports Arena, Belek Toeschouwers: 0 Scheidsrechter: onb. |

|                                                                           |                                                    |       |                              | |
| 22 maart WK-kwalificatie Groep J № 254 «onderlinge duels» 19:45 uur (UTC) | Wales                                              | 3 – 1 | Kazachstan                   | Cardiff City Stadium, Cardiff Toeschouwers: 32.473 Scheidsrechter: Donatas Rumšas (LTU) Video-assistent: Donatas Šimėnas (LTU) |
| 22 maart WK-kwalificatie Groep J № 254 «onderlinge duels» 19:45 uur (UTC) | Daniel James 9' Ben Davies 47' Rabbi Matondo 90+1' |       | 32' (pen.) Aschat Tagybergen | Cardiff City Stadium, Cardiff Toeschouwers: 32.473 Scheidsrechter: Donatas Rumšas (LTU) Video-assistent: Donatas Šimėnas (LTU) |

|                                                                             |               |                                               |            | |
| 25 maart WK-kwalificatie Groep J № 255 «onderlinge duels» 20:45 uur (UTC+1) | Liechtenstein | 0 – 2                                         | Kazachstan | Rheinparkstadion, Vaduz Toeschouwers: 1.123 Scheidsrechter: John Beaton (SCO) Video-assistent: Kevin Clancy (SCO) |
| 25 maart WK-kwalificatie Groep J № 255 «onderlinge duels» 20:45 uur (UTC+1) |               | 42' Maksim Samorodov 45' Aleksandr Marotsjkin |            | Rheinparkstadion, Vaduz Toeschouwers: 1.123 Scheidsrechter: John Beaton (SCO) Video-assistent: Kevin Clancy (SCO) |

|                                                                     |                                                                                     |       |                         |                                                                                  |
| 5 juni Vriendschappelijk № 256 «onderlinge duels» 20:00 uur (UTC+3) | Wit-Rusland                                                                         | 4 – 1 | Kazachstan              | Barysaw Arena, Barysaw Toeschouwers: 4.443 Scheidsrechter: Sergej Karasjov (RUS) |
| 5 juni Vriendschappelijk № 256 «onderlinge duels» 20:00 uur (UTC+3) | Valery Gramyka 25' Valery Batsjarow 31' Trafim Melnitsjenka 50' Jevhen Sjikawka 85' |       | 74' Galymzjan Kenzjebek | Barysaw Arena, Barysaw Toeschouwers: 4.443 Scheidsrechter: Sergej Karasjov (RUS) |

|                                                                           |            |                           |                 | |
| 9 juni WK-kwalificatie Groep J № 257 «onderlinge duels» 19:00 uur (UTC+5) | Kazachstan | 0 – 1                     | Noord-Macedonië | Astana Arena, Astana Toeschouwers: 27.694 Scheidsrechter: Filip Glova (SVK) Video-assistent: Martin Dohál (SVK) |
| 9 juni WK-kwalificatie Groep J № 257 «onderlinge duels» 19:00 uur (UTC+5) |            | ee' Aleksandar Trajkovski |                 | Astana Arena, Astana Toeschouwers: 27.694 Scheidsrechter: Filip Glova (SVK) Video-assistent: Martin Dohál (SVK) |

|                                                                                |            |   |       |                                                    |
| 4 september WK-kwalificatie Groep J № 258 «onderlinge duels» 19:00 uur (UTC+5) | Kazachstan | – | Wales | n.n.b. Toeschouwers: n.n.b. Scheidsrechter: n.n.b. |
| 4 september WK-kwalificatie Groep J № 258 «onderlinge duels» 19:00 uur (UTC+5) |            |   |       | n.n.b. Toeschouwers: n.n.b. Scheidsrechter: n.n.b. |

|                                                                                |        |   |            |                                                    |
| 7 september WK-kwalificatie Groep J № 259 «onderlinge duels» 20:45 uur (UTC+2) | België | – | Kazachstan | n.n.b. Toeschouwers: n.n.b. Scheidsrechter: n.n.b. |
| 7 september WK-kwalificatie Groep J № 259 «onderlinge duels» 20:45 uur (UTC+2) |        |   |            | n.n.b. Toeschouwers: n.n.b. Scheidsrechter: n.n.b. |

|                                                                               |            |   |               |                                                    |
| 10 oktober WK-kwalificatie Groep J № 260 «onderlinge duels» 19:00 uur (UTC+5) | Kazachstan | – | Liechtenstein | n.n.b. Toeschouwers: n.n.b. Scheidsrechter: n.n.b. |
| 10 oktober WK-kwalificatie Groep J № 260 «onderlinge duels» 19:00 uur (UTC+5) |            |   |               | n.n.b. Toeschouwers: n.n.b. Scheidsrechter: n.n.b. |

|                                                                               |                 |   |            |                                                    |
| 13 oktober WK-kwalificatie Groep J № 261 «onderlinge duels» 20:45 uur (UTC+2) | Noord-Macedonië | – | Kazachstan | n.n.b. Toeschouwers: n.n.b. Scheidsrechter: n.n.b. |
| 13 oktober WK-kwalificatie Groep J № 261 «onderlinge duels» 20:45 uur (UTC+2) |                 |   |            | n.n.b. Toeschouwers: n.n.b. Scheidsrechter: n.n.b. |

|                                                                                |            |   |        |                                                    |
| 15 november WK-kwalificatie Groep J № 262 «onderlinge duels» 19:00 uur (UTC+5) | Kazachstan | – | België | n.n.b. Toeschouwers: n.n.b. Scheidsrechter: n.n.b. |
| 15 november WK-kwalificatie Groep J № 262 «onderlinge duels» 19:00 uur (UTC+5) |            |   |        | n.n.b. Toeschouwers: n.n.b. Scheidsrechter: n.n.b. |

KFF · A-internationals · Bondscoaches · Statistieken · Kazachs vrouwenelftal · Olympisch elftal · Kazachstan U21 · Kazachstan U20 · Kazachstan U19 · Kazachstan U18 · Kazachstan U17
1992 – 1999 · 2000 – 2009 · 2010 – 2019 · 2020 – 2029
1992 · 1993 · 1994 · 1995 · 1996 · 1997 · 1998 · 1999 · 2000 · 2001 · 2002 · 2003 · 2004 · 2005 · 2006 · 2007 · 2008 · 2009 · 2010 · 2011 · 2012 · 2013 · 2014 · 2015 · 2016 · 2017 · 2018 · 2019 · 2020 · 2021 · 2022 · 2023 ·
2024 · 2025
Albanië ·
Andorra ·
Armenië ·
Azerbeidzjan ·
Bahrein ·
België ·
Bosnië en Herzegovina ·
Bulgarije ·
Burkina Faso ·
China ·
Curaçao ·
Cyprus ·
Denemarken ·
Duitsland ·
Engeland ·
Estland ·
Faeröer ·
Finland ·
Frankrijk ·
Georgië ·
Griekenland ·
Hongarije · 
Ierland ·
IJsland ·
Irak ·
Iran ·
Japan ·
Jordanië ·
Kirgizië ·
Koeweit ·
Kroatië ·
Laos ·
Letland ·
Libanon ·
Libië ·
Liechtenstein ·
Litouwen ·
Litouwen ·
Luxemburg ·
Malta ·
Moldavië ·
Montenegro ·
Nederland ·
Nepal ·
Noord-Ierland ·
Noord-Korea ·
Noord-Macedonië ·
Noorwegen ·
Oekraïne ·
Oezbekistan ·
Oman ·
Oostenrijk ·
Pakistan ·
Palestina ·
Polen ·
Portugal ·
Qatar ·
Roemenië ·  
Rusland ·
San Marino ·
Saoedi-Arabië ·
Schotland ·
Servië ·
Singapore ·
Slovenië ·
Slowakije ·
Syrië ·
Tadzjikistan ·
Thailand ·
Tsjechië ·
Turkmenistan ·
Turkije ·
Verenigde Arabische Emiraten ·
Vietnam ·
Wales ·
Wit-Rusland ·
Zuid-Korea ·
Zweden
CONMEBOL: Argentinië · Bolivia · Brazilië · Chili · Colombia · Ecuador · Paraguay · Peru · Uruguay · Venezuela

UEFA: Albanië · Andorra · Armenië · Azerbeidzjan · België · Bosnië en Herzegovina · Bulgarije · Cyprus · Denemarken · Duitsland · Engeland · Estland · Faeröer · Finland · Frankrijk · Georgië · Gibraltar · Griekenland · Hongarije · IJsland · Ierland · Israël · Italië · Kazachstan · Kosovo · Kroatië · Letland · Liechtenstein · Litouwen · Luxemburg · Malta · Moldavië · Montenegro · Nederland · Noord-Ierland · Noord-Macedonië · Noorwegen · Oekraïne · Oostenrijk · Polen · Portugal · Roemenië · Rusland · San Marino · Schotland · Servië · Slovenië · Slowakije · Spanje · Tsjechië · Turkije · Wales · Wit-Rusland · Zweden · Zwitserland

AFC: Australië · China · Irak · Iran · Japan · Libanon · Oezbekistan · Oman · Qatar · Saoedi-Arabië · Syrië · Verenigde Arabische Emiraten · Vietnam · Zuid-Korea

CAF: Algerije · Burkina Faso · Congo-Kinshasa · Egypte · Ghana · Ivoorkust · Kaapverdië · Kameroen · Mali · Marokko · Nigeria · Senegal · Tunesië · Zuid-Afrika

CONCACAF: Canada · Costa Rica · Curaçao · El Salvador · Honduras · Jamaica · Mexico · Panama · Suriname · Verenigde Staten

OFC: Nieuw-Zeeland